# Société Radio AVA
La Société Radio AVA (en polonais Wytwórnia Radiotechniczna AVA) est une entreprise de génie électrique de Varsovie, Pologne qui, de 1929 à 1939, a travaillé pour les services spéciaux polonais.

## Historique
AVA conçoit et fabrique l'équipement radio du Biuro Szyfrów, bureau du chiffre chargé des radio-transmissions du service de renseignement (Oddział II) de l'état-major général.
Les quatre directeurs d'AVA sont Edward Fokczyński, Antoni Palluth, Ludomir Danilewicz et son jeune frère Leonard Danilewicz. Le sigle de la société est une contraction des indicatifs des frères Danilewicz (TPAV) et de Palluth (TPVA). À l'époque de la fondation de la société, en 1929, les frères Danilewicz, tous deux radioamateurs sur ondes-courtes, sont étudiants à l'école polytechnique de Varsovie.
En 1927, Fokczyński avait ouvert à Varsovie, non loin de l'état-major général, un petit atelier. Sporadiquement, il avait reçu des commandes du bureau du chiffre, dont un capitaine Maksymilian Ciężki connaissait Fokczyński depuis l'armée (1919–22). La modeste boutique se métamorphose en AVA. La société emménage en de nouveaux locaux, dans le quartier de Mokotów. 
Dès le départ, la société en herbe est sévèrement sous-capitalisée. Tous les directeurs ont un autre job. Bientôt, le bureau du chiffre vient à la rescousse avec une commande de huit stations radio ondes courtes 10-watt, futur embryon du réseau radio de la Section II. AVA gagne d'autres clients, la Marine et le Professeur Lugeon de l'Institut Météorologique de Varsovie, pour qui AVA fabrique, sur spécifications, un « atmoradiograf » qui enregistre les perturbations atmosphériques. D'après Leonard Danilewicz, ce n'est rien moins que le début de la radioastronomie, sans tambour ni trompette. 
Chargé des transmissions du service de renseignements, le bureau du chiffre confie la conception et la fabrication de l'équipement à AVA. Le travail est payé sur une base qui satisfait les deux parties.
En décembre 1932, Marian Rejewski reconstitue les circuits d'Enigma. C'est l'origine la plus lointaine des décryptages alliés de la guerre 1939-45. En janvier 1933, AVA fabrique rapidement une copie d'Enigma. À la mi-1934, plus d'une douzaine sont prêtes. 
En 1934 ou 1935, AVA fabrique le cyclomètre, appareil conçu par Rejewski pour la préparation d'un catalogue de feuilles perforées (feuilles de Zygalski) qui facilite le décryptage des messages Enigma. En 1938, AVA construit la  bombe cryptologique inventée par Rejewski. Il s'agit d'un assemblage, fonctionnant à l'électricité, de six Enigma, dont la puissance équivaut au travail de cent décrypteurs. Six bombes sont construites avant septembre  1939. 
Les cyclomètres, bombes et machines Lacida ne sont pas montées aux locaux d'AVA, mais dans la Salle 13 (« Salle de l'Horloge ») du bureau du chiffre. À partir de 1937, au centre de Kabaty, sud de Varsovie. Nul ne peut y entrer, sauf Gwido Langer, Maksymilian Ciężki, les ingénieurs : Antoni Palluth, Ludomir Danilewicz, Leonard Danilewicz, Edward Fokczyński, et un spécialiste de mécanique de précision, Czesław Betlewski.
En juillet 1941, on demande à Marian Rejewski et Henryk Zygalski repliés au Centre Cadix, près Uzès (zone libre) d'éprouver la sécurité de la Lacida. L'appareil n'avait apparemment pas été rigoureusement testé avant approbation, car les deux mathématiciens décryptent un message en moins de deux heures. Leur chef consterné renonce à l'emploi de cette machine.